# Henkel (motorfiets)
Henkel is een historisch Duits motorfietsmerk.
De bedrijfsnaam was: Paul Henkel Fahrradbau, Mäbendorf bei Suhl, Thüringen.
In Suhl stond de Cito-fabriek, die in 1927 de poorten sloot. Cito was in 1923 overgenomen door Allright, waar de 503- en later 498cc-KG werd gebouwd. Deze KG-bouw was bij de sluiting van Allright in 1927 de start voor Henkel. Naast de KG bouwde Henkel nog een eenvoudige motorfiets met 198cc-Blackburne-zijklepper. Paul Henkel pleegde in 1931 zelfmoord en dat betekende ook het einde van de productie van de Henkel-motorfietsen.